# George Shirley

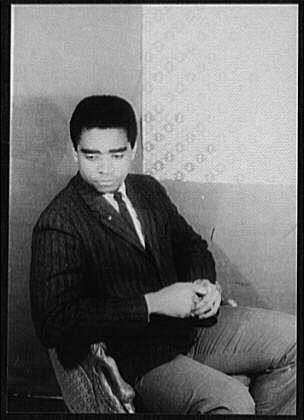
George Shirley (1961)

George Irving Shirley (* 18. April 1934 in Indianapolis) ist ein US-amerikanischer Opernsänger. Er war der erste afroamerikanische Tenor, der Hauptrollen an der Metropolitan Opera erhielt.

## Leben und Wirken
Shirley erhielt schon als Kind eine musikalische Ausbildung. Er wuchs in Detroit auf und war als Solo- und Chorsänger an Kirchen der Region aktiv. Außerdem spielte er Klavier und Blasinstrumente und war Baritonhornist in einer lokalen Band. Später studierte er Musik an der Wayne State University und nahm Gesangsunterricht bei Amos Ebersole. Nach dem Bachelorabschluss 1955 wurde er zur US-Army eingezogen und dort – ebenfalls als erster Afroamerikaner – Mitglied des United States Army Chorus. Noch während seiner Dienstzeit konnte er ab 1959 seine Gesangsausbildung bei Themy Georgi fortsetzen.
Seine professionelle Laufbahn begann mit seinem Debüt an der Amato Opera in New York als Eisenstein in Die Fledermaus. Er erhielt dann ein Engagement in Siena, wo er den Rodolfo in La Bohème sang. 1961 gewann er die „Metropolitan Opera Auditions“ und debütierte als Conte Almaviva in Gioachino Rossinis Il barbiere di Siviglia. Es folgten Rollen wie Ferrando in Così fan tutte, Don Ottavio in Don Giovanni, Tamino in der Zauberflöte, Gefangener in Fidelio, Elvino in La sonnambula, Nemorino in L’elisir d’amore, Alfredo in La traviata, Beppe in Pagliacci, der Steuermann im Fliegenden Holländer, der Seemann in Tristan und Isolde, Fenton in Falstaff, der Gottesnarr in Boris Godunow, Naraboth in Salome und der italienische Sänger im Rosenkavalier.
Shirley beherrscht das Fach des lyrischen Tenors ebenso wie das des dramatischen und Buffotenor. Er trat ebenso in Operettenaufführungen wie in Aufführungen von Werken der Moderne (etwa in der Titelpartie von Igor Strawinskis Oedipus Rex) auf und sang als Tenor-Bariton in Pierre Boulez’ Einspielung von Claude Debussys Pelléas et Mélisande. Zu seinen Auftrittsorten zählten u. a. das Royal Opera House Covent Garden London, die Deutsche Oper Berlin, das Teatro Colòn Buenos Aires, die Chicago Lyric Opera, die San Francisco Opera, die Nederlandse Opera Amsterdam, die Opéra de Monte Carlo, die New York City Opera, die Scottish Opera Glasgow, die Washington Opera, das Michigan Opera Theatre und das Santa Fe Opera House.
Neben Auftritten in mehr als 80 Opernpartien war Shirley auch als Lied-, Oratorien- und Konzertsänger aktiv. Zu den Dirigenten, mit denen er arbeitete, zählten Otto Klemperer, Josef Krips, Igor Strawinsky, Jascha Horenstein, Eugene Ormandy, Erich Leinsdorf, Herbert von Karajan, Karl Böhm, Sir John Pritchard, Antal Dorati, Leonard Bernstein, Sir Georg Solti, Pierre Boulez, Bernard Haitink, Sir Colin Davis, Seiji Ozawa, Thomas Schippers, Julius Rudel, Alexander Gibson und Lorin Maazel. Ab 1980 war er Professor für Gesang an der University of Maryland. 1987 wechselte er an die Musikschule der University of Michigan. Außerdem war er zwischen 1988 und 1998 Mitglied der Fakultät des Aspen Music Festival and School in Colorado, wirkte als Gastdozent am Southafrican College of Music in Kapstadt und gab 2013 Meisterklassung und Privatunterricht für junge Sänger in Peking.